# Särnsjön
Särnsjön är en sjö i Älvdalens kommun i Dalarna och ingår i Dalälvens huvudavrinningsområde. Sjön har en area på 1,46 kvadratkilometer och ligger 422,2 meter över havet.

## Delavrinningsområde
Särnsjön ingår i det delavrinningsområde (684352-135977) som SMHI kallar för Rinner till Särnsjön. Medelhöjden är 475 meter över havet och ytan är 13,21 kvadratkilometer. Det finns inga avrinningsområden uppströms utan avrinningsområdet är högsta punkten. Avrinningsområdets utflöde Dalälven (Österdalälven) mynnar i havet. Avrinningsområdet består mestadels av skog (65 procent). Avrinningsområdet har 5,61 kvadratkilometer vattenytor vilket ger det en sjöprocent på 11,8 procent. Bebyggelsen i området täcker en yta av 3,49 kvadratkilometer eller 7 procent av avrinningsområdet.